# Fragmentary Evidence
Fragmentary Evidence es el segundo álbum de la banda canadiense de death metal Augury. Fue lanzado el 17 de julio de 2009 en Europa y el 11 de agosto en Norteamérica. Este álbum es el último que cuenta con Dominic «Forest» Lapointe y Etienne Gallo.

## Lista de canciones
Todas las letras escritas por Patrick Loisel.
1. Aetheral
2. Simian Cattle
3. Orphans of Living
4. Jupiter to Ignite
5. Sovereigns Unknown
6. Skyless
7. Faith Puppeteers
8. Brimstone Landscapes
9. Oversee the Rebirth

## Personal
Augury
- Patrick Loisel – Voz, Guitarra, Guitarra acústica de 12 cuerdas
- Mathieu Marcotte – Guitarra, Guitarra acústica de 12 cuerdas
- Dominic (Forest) Lapointe – Bajo normal, Bajo de 6 cuerdas
- Étienne Gallo – Batería

Vocalistas invitados
- Sven De Caluwe (Aborted) - "Aetheral"
- Eric Fiset (Obscene Crisis) - "Aetheral"
- Sébastien Croteau (Necrotic Mutation) - "Orphans of Living"
- Syriak (UneXpect) - "Sovereigns Unknown" y "Brimstone Landscapes"
- Leilindel (UneXpect) - "Sovereigns Unknown" y "Brimstone Landscapes"
- Youri Raymond (Cryptopsy) - "Faith Puppeteers" y "Oversee the Rebirth"
- Filip Ivanovic (Agony) - "Oversee the Rebirth"

Producción
- Huges Deslauries - productor, mezclador, grabaciones vocales, bajo, Guitarras de 12 cuerdas, solos de guitarras
- Yannick St-Amand (Despised Icon) - productor, grabación de la batería y guitarras
- J-F Dagenais (Kataklysm) - mezclas
- Antoine Lussier - asistente e ingenieró, grabación de la batería
- James Murphy - masterización

Adicional
- Sven de Caluwé- diseño y arte de la carátula
- Martin Lacroix - diseño del logotipo
- Mélany Champagne - fotografía
- Stéphane Guay - fotografía
- Ethan Djankovich - efectos de sonido